# 한세촌
한세촌(繁盛村)은 일본 효고현 시소군에 설치되었던 촌이다. 현재의 시소시의 일부에 해당한다.